# Most Runyang
Most Runyang (chiń. upr. 润扬长江大桥; chiń. trad. 潤揚長江大橋; pinyin Rùnyáng Chángjiāng Dàqiáo) – duży kompleks mostowy, który przebiega przez Jangcy w prowincji Jiangsu, w Chinach, poniżej Nankinu. Kompleks składa się z dwóch głównych mostów, łączących Zhenjiang na południowym brzegu rzeki i Yangzhou na północy. Most jest częścią Autostrady Pekin-Szanghaj.
Most południowy jest mostem wiszącym z głównym przęsłem o długości 1490 m. Po jego zbudowaniu w 2005 stał się czwartym najdłuższy mostem wiszącym na świecie i największym w Chinach. Wraz z otwarciem Mostu Xihoumen w 2007 spadł na drugie miejsce. Pylony mają wysokość 215 m nad poziomem wody. Wysokość prześwitu do żeglugi wynosi 50 metrów.
Most północny jest mostem wiszącym z głównym przęsłem o długości 406 m z pylonami o wysokości 150 m nad poziomem wody. Między dwoma mostami jest wyspa Siyezhou. Całkowita długość kompleksu mostowego wynosi około 35,66 km. Budowę kompleksu rozpoczęto w październiku 2000 i została zakończona przed terminem. Most kosztował 5,8 miliardów juanów (około 700 milionów dolarów amerykańskich). Kompleks otwarto dla ruchu w dniu 30 kwietnia 2005.